# Blausonnennymphe
Die Blausonnennymphe  (Heliangelus regalis) oder Blaue Sonnennymphe, manchmal auch Königsnymphe bzw. Königssonnennymphe ist eine Vogelart aus der Familie der Kolibris (Trochilidae). Die Art hat ein relativ kleines Verbreitungsgebiet im Norden des südamerikanischen Landes Peru. Damit gilt die Art als endemisch. Der Bestand wird von der IUCN als „stark gefährdet“ (endangered) eingeschätzt.

## Merkmale
Die Blausonnennymphe erreicht eine Körperlänge von etwa 11–12 Zentimetern. Der gerade schwarze Schnabel wird zirka 14 Millimeter lang. Das Federkleid des Männchens ist durch sein durchgängiges Ultramarin gekennzeichnet und schimmert besonders an der Krone. Der lange Schwanz ist ausgeprägt gabelförmig. Das Weibchen unterscheidet sich stark, daher sind die Geschlechter dichromatisch. Die Oberseite des Weibchens ist dunkelgrün, die Unterseite zimtfarben mit grünen Sprenkeln. Außerdem verfügt es über ein blasses Brustband. Der schwarzblaue, gegabelte Schwanz ist viel kürzer als der des Männchens.

## Lebensraum
Das Habitat beschränkt sich auf verkümmerte feuchte Waldgebiete und Zonen mit Gestrüpp. Hier bevorzugt die Blausonnennymphe sandige Böden bzw. Sandstein auf Überhängen. Sie bewegt sich in Höhen zwischen 1350 und 2200 Metern, je nach Region.

## Unterarten

Verbreitungsgebiet der Blausonnennymphe

Es sind zwei Unterarten der Blausonnennymphe bekannt:
- Heliangelus regalis regalis Fitzpatrick, Willard & Terborgh, 1979[2] – Die Nominatform ist in den Regionen Cajamarca und San Martín im Norden von Peru verbreitet.
- Heliangelus regalis johnsoni Graves, Lane, O’Neill & Valqui, 2011[3] – Diese Unterart kommt in der Cordillera Azul in der Loreto im Norden Perus vor. Im Unterschied zur Nominatform schimmert sie speziell an Oberkopf, Kehle und im oberen Brustbereich indigoblau. Während die Steuerfedern bei H. r. regalis violettfarben sind, sind sie bei H. r. johnsoni bei beiden Geschlechtern metallisch indigoblau gefärbt.[3]

## Verhalten
Die männliche Blausonnennymphe bewegt sich insbesondere in der Trockenzeit in höheren Höhenlagen als das Weibchen. Ihr Futter holt sich die Art an unterschiedlichsten Pflanzen, wobei Brachyotum quinquenerve, eine Pflanze, die zur Familie der Schwarzmundgewächse gehört, präferiert wird. Gerne werden auch Moorbeetpflanzen aufgesucht, da diese besonders viele Insekten beheimaten.

## Etymologie und Forschungsgeschichte
John Weaver Fitzpatrick, David Ela Willard und John Whittle Terborgh beschrieben die Art unter dem heutigen Namen Heliangelus regalis. Das Typusexemplar wurde am 14. Juli 1976 von Fitzpatrick in der Cordillera del Cóndor  nahe San José de Lourdes gesammelt. Heliangelus leitet sich von den griechischen Wörtern ἥλιος hēlios für „Sonne“ und ἄγγελος ángelos für „Engel, Bote, Gesandter“ ab. Das Artepitheton regalis leitet sich von den lateinischen Worten regalis, rex, regis für „königlich, König“ ab. Johnsoni ist dem US-amerikanischen Ornithologen Ned Keith Johnson (1932–2003) gewidmet.